# ヒカルの碁 (アニメ)
本項では、ほったゆみ（原作）と小畑健（漫画）による漫画作品『ヒカルの碁』（ヒカルのご）を原作としたアニメ作品およびその関連作品を扱う。

## 概要

### テレビアニメ
テレビ東京系列にて2001年10月10日から2003年3月26日まで全75話が放送された。原作コミックスの1巻から17巻および18巻の番外編の一部を基に、原作をほぼ忠実に再現している。
本編の後に「梅沢由香里の『GOGO囲碁』」という実写（VTR収録）のミニコーナーが用意されている。原作の監修を担当する梅沢由香里が2人の少年少女（子役）に囲碁の簡単なルールを解説して実践させるハウツーもので、EDと次回予告の間に放送された。ビデオソフトでは放送通り収録されているが、再放送では割愛されている場合がある（後述）。
アニメ化により原作の知名度も高まり、日本全国に囲碁ブームを巻き起こした（キッズステーションの作品紹介ではそのように紹介されている）が、アニメおよび原作の終了で2003年以降ブームは下火になっていった。その後、原作の北斗杯編前半（19巻 - 21巻）の予選部分をアニメ化した『ヒカルの碁スペシャル 北斗杯への道』が2004年1月3日に放送された。後半にあたる本戦のアニメ化は行われていない。
本放送では同時ネット局も含めてJR東日本がスポンサーとなっており、2001年11月に開始されたICカード乗車券「Suica」の最初期のCMが放映されていた（『ポケットモンスター』や『新幹線変形ロボ シンカリオン』と違い制作には加わっていない）。第二期OPではSuica対応の自動改札機が描かれ、ヒカルが足早にきっぷを入れて通過するシーンがある。なお日本棋院は五番町（市ヶ谷）にあるが、序盤（3話）でアキラが市ヶ谷駅に向かうために乗り込んだのは都営新宿線であった。それ以外に登場人物が利用する路線についてはほぼ架空のものとなっている。
音楽制作はavex mode（現:avex entertainment）が『キャプテン翼』と共に全面的に関与した最初期のテレビアニメであり、主題歌は全てavex系レーベル所属アーティストによるものとなっている。ビデオソフトについても全てavex modeから発売され、2004年6月には、キャラクターソングを基に編集したビデオクリップとノンテロップOP/EDを収録した「SPECIAL CHARACTER DVD ヒカルの碁 -MEMORIES-」（テレビ版を基にした唯一のOVAでもある）を制作・発売している。
2009年4月20日から9月7日まで、テレビ東京系列にて月曜19時28分枠で「ヒカルの碁セレクション」のタイトルで再放送を行った。セレクションでは新たにOPが制作され、OP曲も新たに採用された。次回予告はなく、ED前に次回のサブタイトルをテロップで表示し、「GOGO囲碁」は放送していない。
2010年1月20日からアニマックスにて再放送開始。こちらは「GOGO囲碁」は放送されている。
2012年3月5日よりディズニーXDでも再放送を開始。こちらでは「GOGO囲碁」は放送されず、EDの後に公式サイトのURLを隠した予告が放送されている。

#### 原作との相違点
- 現代に蘇った藤原佐為の初対局相手が、ヒカルの祖父（中止）だったが、アニメでは碁会所に行った塔矢アキラであった。
- 原作では外国人の登場人物において日本語が話せない場合は登場人物が会話に苦心する、通訳を交える等の対応を行っていたが、アニメ版ではそのような設定はなく、一律して日本語のみでやりとりされている。韓国の研究生・洪秀英は、親戚とは韓国語で挨拶したがその後は日本語で対話している。初対面時のヒカルの言葉を理解できなかったこともあったが、その後碁会所で会った際には、日本語を話していた。
- 未成年（中学生）の加賀鉄男は、原作では喫煙していたが、アニメでは風船ガムに代えられたり、喫煙に関するセリフが変更されたりしている。
- 第五十局では、藤原佐為が、第一局からの要約部分を思い出し、これからどうするかというエピソードが追加されている。
- 原作では、3月に2学年上の筒井公宏が中学校卒業→同年の4月に進藤ヒカルが院生1組へ昇格→同年の5月に院生1組16位へ昇格であるが、アニメでは順番が変更されている。

### ジャンプ・スーパーアニメツアー2002版
ヒカルの碁 特別編・裁きの一局!いにしえの華よ咲け!! 
ジャンプ・スーパーアニメツアー2002（2001年秋冬）で上映。スタッフなどはテレビアニメ版と同一。その後、2002年の『週刊少年ジャンプ』8号から10号にて読者全員サービス企画でビデオが頒布された。また、2009年11月発売のDVD-BOX「『ヒカルの碁』全集」にて初DVD化されている。本作のみ手書きのセル画によるアニメになっておりデジタル制作されたテレビアニメ版とは雰囲気が異なる。

## キャスト
- 進藤ヒカル - 川上とも子
- 藤原佐為 - 千葉進歩
- 塔矢アキラ - 小林沙苗
- 藤崎あかり - かかずゆみ
- 市河晴美（市河さん） - ゆきのさつき（雪乃五月→雪野五月）
- 筒井公宏 - 津村まこと
- 加賀鉄男 - 伊藤健太郎
- 塔矢公洋 - 津田英三
- 桑原本因坊 - 納谷六朗
- 緒方精次 - 藤原啓治
- 三谷祐輝 - 浅川悠
- 福井雄太 - 水田わさび
- 和谷義高 - 高木礼子
- 越智康介 - 松岡洋子
- 伊角慎一郎 - 鈴村健一
- 奈瀬明日美 - 榎本温子
- 本田敏則 - 櫻井孝宏
- 椿俊郎 - 西村知道
- 倉田厚 - 岩田光央
- 社清春 - 石塚堅

## スタッフ
特記のないものはテレビアニメのみのスタッフ。※はジャンプ・スーパーアニメツアーとテレビの兼任、※※はジャンプ・スーパーアニメツアーとのみのスタッフを示す。
- 原作 - ほったゆみ、小畑健（集英社「ジャンプコミックス」刊）
- 囲碁アドバイザー - 梅沢由香里
- 監督 - 西澤晋※、神谷純、えんどうてつや
- シリーズ構成 - 大橋志吉
- メインキャラクターデザイン - 本橋秀之
- キャラクターデザイン - 関口可奈味、上田美由紀、芝美奈子
- プロップデザイン - 棚澤隆
- 美術監督 - 高木佐和子※
- 色彩設計 - いわみみか。
- 撮影監督 - 沖野雅英※
- 編集 - 松村正宏
- 音響監督 - 高橋秀雄
- 音楽プロデューサー - 長澤隆之
- 音楽 - 若草恵、古川順※※
- 音楽制作 - ホット・ウェイヴ※※
- プロデューサー - 崔鐘秀→小林教子、山西太平、三上孝一→萩野賢
- アニメーションプロデューサー - 鈴木重裕
- 製作協力 - 日本棋院
- 製作 - テレビ東京、電通、スタジオぴえろ→ぴえろ※

### GOGO囲碁
- 出演
  - ゆかり先生 - 梅沢由香里
  - まいちゃん - 林真唯
  - ゆうきくん - 高橋優希
- 構成 - 横手美智子
- 演出 - 今林啓
- 制作プロダクション - ジェイ・フォース
- 制作 - 本間紀昭

## 主題歌
| オープニング             | オープニング                                   | オープニング                                   | オープニング                | オープニング   | オープニング                |
| 曲名                     | 作詞                                           | 作曲                                           | 編曲                        | 歌             | 使用話                      |
| ------------------------ | ---------------------------------------------- | ---------------------------------------------- | --------------------------- | -------------- | --------------------------- |
| Get Over                 | 松室麻衣                                       | BOUNCEBACK                                     | 矢崎俊輔・中尾昌文          | dream          | 第1話 - 第30話 北斗杯への道 |
| I'll be the one          | HΛLNA                                          | 佐藤あつし                                     | HΛL                         | HΛL            | 第31話 - 第60話             |
| FANTASY                  | 片瀬那奈                                       | 長岡成貢                                       | 長岡成貢                    | 片瀬那奈       | 第61話 - 第75話             |
| 最後のGAME               | 井上カノ                                       | 北野正人                                       | 亀田誠治                    | Do As Infinity | セレクション全話            |
| エンディング             |                                                |                                                |                             |                |                             |
| 曲名                     | 作詞                                           | 作曲                                           | 編曲                        | 歌             | 使用話                      |
| ボクらの冒険             | Keiji                                          | Keiji、朝三“Sammy”憲一                         | Kids Alive、朝三“Sammy”憲一 | Kids Alive     | 第1話 - 第12話              |
| ヒトミノチカラ           | 森浩美                                         | 高見沢俊彦                                     | 上野圭市                    | 観月ありさ     | 第13話 - 第30話             |
| SINCERELY 〜ever dream〜 | 松室麻衣                                       | 菊池一仁                                       | HΛL                         | dream          | 第31話 - 第46話             |
| Days                     | shela                                          | 原一博                                         | 原一博                      | shela          | 第47話 - 第63話             |
| MUSIC IS MY THING        | John Sauli・Fonny De Wudi 日本語詞：海老根祐子 | John Sauli・Fonny De Wudi 日本語詞：海老根祐子 | 冬野竜彦                    | dream          | 第64話 - 第74話             |
| Get Over (Special Mix)   | 松室麻衣                                       | BOUNCEBACK                                     | 松藤由利+wonderwall         | dream          | 第75話                      |
| Everlasting Snow         | dream+BOUNCEBACK                               | BOUNCEBACK                                     | ats-                        | dream          | 北斗杯への道                |

## 各話リスト
| 第一局                               | 永遠のライバル                                    | 大橋志吉                  | 西澤晋                                 | 西澤晋                               | 本橋秀之                                   | 2001年 10月10日 | 2009年 4月20日 |
| 第二局                               | 見ぬかれた急所!!                                  | 大橋志吉                  | 西澤晋                                 | 関本雄二                             | 時矢義則                                   | 10月17日        | 4月27日        |
| 第三局                               | 牙をむくアキラ                                    | 大橋志吉                  | 西澤晋                                 | 林有紀                               | 本橋秀之                                   | 10月24日        | 5月18日        |
| 第四局                               | 将棋部の加賀                                      | 冨岡淳広                  | 島津奔                                 | 熊谷雅晃                             | 時矢義則 大西貴子                          | 10月31日        | 5月25日        |
| 第五局                               | 覚醒の予感                                        | 大橋志吉                  | 大原実                                 | 高瀬節夫                             | 宮前真一                                   | 11月7日         | 6月1日         |
| 第六局                               | 美しい一局                                        | 横手美智子                | 西澤晋                                 | 関本雄二                             | 阿部純子                                   | 11月14日        | 6月8日         |
| 第七局                               | お前とは打たない                                  | 冨岡淳広                  | 林有紀                                 | 林有紀                               | 本橋秀之                                   | 11月21日        | 6月15日        |
| 第八局                               | 雨の中の策略                                      | 大橋志吉                  | 榎本明広                               | 青木佐恵子                           | 和泉絹子                                   | 11月28日        | -              |
| 第九局                               | 目ざわりな奴!!                                    | 大橋志吉                  | ところともかず                         | 高瀬節夫                             | 宮前真一                                   | 12月5日         | -              |
| 第十局                               | 3人目のメンバー                                   | 横手美智子                | 島津奔                                 | 関本雄二                             | 時矢義則                                   | 12月12日        | 6月29日        |
| 第十一局                             | 最も卑劣な行為                                    | 冨岡淳広                  | 西澤晋                                 | 飯島正勝                             | 福島豊明                                   | 12月19日        | 7月6日         |
| 第十二局                             | 三将はお前だ                                      | 大橋志吉                  | 林有紀                                 | 林有紀                               | 本橋秀之                                   | 12月26日        | 7月13日        |
| 第十三局                             | それぞれの決意                                    | 横手美智子                | ところともかず                         | 高瀬節夫                             | 宮前真一                                   | 2002年 1月9日   | -              |
| 第十四局                             | 三度目の対局                                      | 冨岡淳広                  | 島津奔                                 | 真原五行                             | 君塚勝教                                   | 1月16日         | 7月20日        |
| 第十五局                             | ネットに潜む棋士                                  | 大橋志吉                  | 西澤晋                                 | 林有紀                               | 本橋秀之                                   | 1月23日         | -              |
| 第十六局                             | saiはだれだ                                       | 横手美智子                | かみやじゅん えんどうてつや            | えんどうてつや                       | 君塚勝教                                   | 1月30日         | -              |
| 第十七局                             | 追憶の一局                                        | 冨岡淳広                  | 殿勝秀樹                               | 殿勝秀樹                             | 宮前真一                                   | 2月6日          | 7月27日        |
| 第十八局                             | アキラ対sai                                       | 大橋志吉                  | えんどうてつや                         | えんどうてつや                       | 時矢義則                                   | 2月13日         | 8月3日         |
| 第十九局                             | ヒカルの実力                                      | 横手美智子                | かみやじゅん                           | 政木伸一                             | 福島豊明                                   | 2月20日         | -              |
| 第二十局                             | プロへの道                                        | 冨岡淳広                  | えんどうてつや                         | えんどうてつや                       | 芝美奈子 時矢義則                          | 2月27日         | 8月10日        |
| 第二十一局                           | 葉瀬中囲碁部                                      | 大橋志吉                  | ところともかず                         | 谷田部勝義                           | 宮前真一                                   | 3月6日          | 8月17日        |
| 第二十二局                           | 院生試験                                          | 横手美智子                | えんどうてつや                         | えんどうてつや                       | 杉藤さゆり                                 | 3月13日         | 8月24日        |
| 第二十三局                           | 幽玄の間                                          | 冨岡淳広                  | 政木伸一                               | 政木伸一                             | 福島豊明                                   | 3月20日         | 8月31日        |
| 第二十四局                           | 王座VSアキラ                                      | 大橋志吉                  | えんどうてつや                         | えんどうてつや                       | 芝美奈子 時矢義則                          | 3月27日         | 9月7日         |
| 第二十五局                           | 恐れとあせりと                                    | 大橋志吉                  | 殿勝秀樹                               | 殿勝秀樹                             | 前澤弘美                                   | 4月10日         | -              |
| 第二十六局                           | ようこそ一組へ                                    | 冨岡淳広                  | 政木伸一                               | 政木伸一                             | 杉藤さゆり                                 | 4月10日         | -              |
| 第二十七局                           | 時々戻りたい場所                                  | 大橋志吉                  | えんどうてつや                         | えんどうてつや                       | きみしま幾智 河野悦隆                      | 4月17日         | -              |
| 第二十八局                           | 若獅子戦                                          | 横手美智子                | かみやじゅん                           | えんどうてつや                       | 福島豊明                                   | 4月24日         | -              |
| 第二十九局                           | 桑原本因坊                                        | 冨岡淳広                  | 殿勝秀樹                               | 谷田部勝義                           | 宮前真一                                   | 5月1日          | -              |
| 第三十局                             | 緒方VS本因坊                                      | 大橋志吉                  | えんどうてつや                         | えんどうてつや                       | 上田美由紀 鄭世權                          | 5月8日          | -              |
| 第三十一局                           | プロ試験開始                                      | 横手美智子                | 菊池一仁                               | 岡嶋国敏                             | 芝美奈子                                   | 5月15日         | -              |
| 第三十二局                           | 予選最終日                                        | 冨岡淳広                  | 大森貴弘                               | えんどうてつや                       | 森海斗                                     | 5月22日         | -              |
| 第三十三局                           | チーム結成!                                       | 大橋志吉                  | 高瀬節夫                               | 高瀬節夫                             | 前澤弘美                                   | 5月29日         | -              |
| 第三十四局                           | 勝ってはならない                                  | 横手美智子                | 関本雄二                               | えんどうてつや                       | 佐光幸恵                                   | 6月5日          | -              |
| 第三十五局                           | 勝者はひとり                                      | 冨岡淳広                  | 政木伸一                               | 政木伸一                             | 杉藤さゆり                                 | 6月12日         | -              |
| 第三十六局                           | オレの名は                                        | 冨岡淳広                  | えんどうてつや                         | えんどうてつや                       | 上田美由紀                                 | 6月19日         | -              |
| 第三十七局                           | 本戦開始                                          | 大橋志吉                  | 谷田部勝義                             | 谷田部勝義                           | 宮前真一                                   | 6月26日         | -              |
| 第三十八局                           | 挑戦者たち                                        | 横手美智子                | くるおひろし                           | くるおひろし                         | きみしま幾智                               | 7月3日          | -              |
| 第三十九局                           | 魔の一瞬                                          | 冨岡淳広                  | 新留俊哉                               | えんどうてつや                       | 芝美奈子                                   | 7月10日         | -              |
| 第四十局                             | 白星の行方                                        | 大橋志吉                  | 川崎逸朗                               | 政木伸一                             | 福島豊明                                   | 7月17日         | -              |
| 第四十一局                           | 三週では遅い!                                     | 横手美智子                | えんどうてつや                         | えんどうてつや                       | 仲田美歩                                   | 7月24日         | -              |
| 第四十二局                           | 一人目の合格者                                    | 冨岡淳広                  | 高瀬節夫                               | 高瀬節夫                             | 前澤弘美                                   | 7月31日         | -              |
| 第四十三局                           | ヒカルVS和谷                                      | 大橋志吉                  | えんどうてつや                         | えんどうてつや                       | 杉藤さゆり                                 | 8月7日          | -              |
| 第四十四局                           | 起死回生                                          | 横手美智子                | 野中卓也                               | 野中卓也                             | きみしま幾智                               | 8月14日         | -              |
| 第四十五局                           | ヒカルVS越智                                      | 冨岡淳広                  | 政木伸一                               | 政木伸一                             | 佐光幸恵                                   | 8月21日         | -              |
| 第四十六局                           | プロ試験最終日                                    | 大橋志吉                  | くるおひろし                           | 岡嶋国敏                             | 福島豊明                                   | 8月28日         | -              |
| 第四十七局                           | プロの世界へ                                      | 横手美智子                | 殿勝秀樹                               | 殿勝秀樹                             | 宮前真一                                   | 9月4日          | -              |
| 第四十八局                           | 佐為VS名人                                        | 冨岡淳広                  | えんどうてつや                         | えんどうてつや                       | 上田美由紀 大島巧                          | 9月11日         | -              |
| 第四十九局                           | 捨て身の一局                                      | 大橋志吉                  | 政木伸一                               | 政木伸一                             | 杉藤さゆり                                 | 9月18日         | -              |
| 第五十局                             | 藤原佐為                                          | 大橋志吉                  | えんどうてつや                         | えんどうてつや                       | 大島巧                                     | 9月25日         | -              |
| 第五十一局                           | 倉田六段                                          | 横手美智子                | くるおひろし                           | くるおひろし                         | きみしま幾智                               | 10月2日         | -              |
| 第五十二局                           | ヒカルVSアキラ                                    | 冨岡淳広                  | えんどうてつや                         | えんどうてつや                       | 仲田美歩 芝美奈子                          | 10月9日         | -              |
| 第五十三局                           | saiの告白                                         | 大橋志吉                  | 谷田部勝義                             | 谷田部勝義                           | 前澤弘美                                   | 10月16日        | -              |
| 第五十四局                           | たかぶる心                                        | 冨岡淳広                  | えんどうてつや                         | えんどうてつや                       | 上田美由紀 杉藤さゆり                      | 10月23日        | -              |
| 第五十五局                           | sai vs toya koyo                                  | 大橋志吉                  | 政木伸一                               | 政木伸一                             | 佐光幸恵                                   | 10月30日        | -              |
| 第五十六局                           | 千年の答え                                        | 横手美智子                | くるおひろし                           | 岡嶋国敏                             | きみしま幾智                               | 11月6日         | -              |
| 第五十七局                           | saiと打たせろ                                     | 冨岡淳広                  | 成田歳法                               | 成田歳法                             | 浜津武広                                   | 11月13日        | -              |
| 第五十八局                           | 一色碁                                            | 冨岡淳広                  | 殿勝秀樹                               | 殿勝秀樹                             | 宮前真一                                   | 11月20日        | -              |
| 第五十九局                           | 塔矢行洋引退!                                     | 大橋志吉                  | 新留俊哉                               | 新留俊哉                             | 岡崎洋美                                   | 11月27日        | -              |
| 第六十局                             | さよならヒカル                                    | 横手美智子                | えんどうてつや                         | えんどうてつや                       | 佐光幸恵                                   | 12月4日         | -              |
| 第六十一局                           | 佐為が消えた?                                     | 大橋志吉                  | 神谷純                                 | 神谷純                               | 大島巧                                     | 12月11日        | -              |
| 第六十二局                           | 広島最強棋士                                      | 冨岡淳広                  | 政木伸一                               | 政木伸一                             | 君塚勝教                                   | 12月18日        | -              |
| 第六十三局                           | もう打たない                                      | 大橋志吉                  | 谷田部勝義                             | 谷田部勝義                           | 前澤弘美                                   | 12月25日        | -              |
| 第六十四局                           | 慶長の花器                                        | 横手美智子                | なせなるみ                             | なせなるみ                           | 岡崎洋美                                   | 2003年 1月8日   | -              |
| 第六十五局                           | 伊角の碁                                          | 横手美智子                | おざわかずひろ                         | 三宅雄一郎                           | 齋藤雅和                                   | 1月15日         | -              |
| 第六十六局                           | 運命の出会い                                      | 冨岡淳広                  | えんどうてつや                         | えんどうてつや                       | 上田美由紀                                 | 1月22日         | -              |
| 第六十七局                           | 試される伊角                                      | 大橋志吉                  | おざわかずひろ                         | 大隈孝晴                             | 越智信次                                   | 1月29日         | -              |
| 第六十八局                           | 不戦敗                                            | 大橋志吉                  | 成田歳法                               | 成田歳法                             | 浜津武広                                   | 2月5日          | -              |
| 第六十九局                           | 決意の訪問者                                      | 横手美智子                | 殿勝秀樹                               | 殿勝秀樹                             | 宮前真一                                   | 2月12日         | -              |
| 第七十局                             | 佐為がいた…                                       | 冨岡淳広                  | 政木伸一                               | 伊藤真朱                             | 大島巧                                     | 2月19日         | -              |
| 第七十一局                           | 復帰初戦                                          | 大橋志吉                  | なせなるみ                             | なせなるみ                           | 岡崎洋美                                   | 2月26日         | -              |
| 第七十二局                           | 走り出した二人                                    | 横手美智子                | おざわかずひろ                         | 三宅雄一郎                           | 齋藤雅和                                   | 3月5日          | -              |
| 第七十三局                           | 進藤対塔矢                                        | 冨岡淳広                  | 谷田部勝義                             | 谷田部勝義                           | 前澤弘美                                   | 3月12日         | -              |
| 第七十四局                           | キミの中にいる                                    | 大橋志吉                  | えんどうてつや                         | えんどうてつや                       | 恩田尚之                                   | 3月19日         | -              |
| 第七十五局                           | なつかしい笑顔                                    | 大橋志吉                  | えんどうてつや                         | えんどうてつや                       | 上田美由紀                                 | 3月26日         | -              |
| スペシャル                           | 北斗杯への道                                      | 横手美智子 えんどうてつや | えんどうてつや おざわかずひろ 伊藤真朱 | わたなべぢゅんいち 岡嶋国敏 伊藤真朱 | 宮前真一 窪詔之 岡崎洋美 浜津武広 芝美奈子 | 2004年 1月3日   | -              |
| ジャンプ・スーパーアニメツアー2002版 |                                                   |                           |                                        |                                      |                                            |                 |                |
| 特別編                               | ヒカルの碁 特別編・裁きの一局!いにしえの華よ咲け! | 大橋志吉                  | -                                      | -                                    | 本橋秀之                                   | -               | -              |

注釈
1. 1 2  本放映時、2話連続放映（1時間スペシャル）の際のタイトルは「突きつけられた佐為の刃 ヒカル最大の壁」

## 放送局
| 放送対象地域  | 放送局             | 系列           | ネット形態 |
| ------------- | ------------------ | -------------- | ---------- |
| 関東広域圏    | テレビ東京         | テレビ東京系列 | 制作局     |
| 北海道        | テレビ北海道       | テレビ東京系列 | 同時ネット |
| 岩手県        | 岩手めんこいテレビ | フジテレビ系列 | 遅れネット |
| 宮城県        | 東北放送           | TBS系列        | 遅れネット |
| 山形県        | 山形テレビ         | テレビ朝日系列 | 遅れネット |
| 福島県        | 福島中央テレビ     | 日本テレビ系列 | 遅れネット |
| 長野県        | テレビ信州         | 日本テレビ系列 | 遅れネット |
| 山梨県        | 山梨放送           | 日本テレビ系列 | 遅れネット |
| 富山県        | 北日本放送         | 日本テレビ系列 | 遅れネット |
| 石川県        | 石川テレビ         | フジテレビ系列 | 遅れネット |
| 愛知県        | テレビ愛知         | テレビ東京系列 | 同時ネット |
| 岐阜県        | 岐阜放送           | 独立協         | 同時ネット |
| 三重県        | 三重テレビ         | 独立協         | 遅れネット |
| 大阪府        | テレビ大阪         | テレビ東京系列 | 同時ネット |
| 滋賀県        | びわ湖放送         | 独立協         | 遅れネット |
| 奈良県        | 奈良テレビ         | 独立協         | 遅れネット |
| 和歌山県      | テレビ和歌山       | 独立協         | 遅れネット |
| 岡山県 香川県 | テレビせとうち     | テレビ東京系列 | 同時ネット |
| 福岡県        | TVQ九州放送        | テレビ東京系列 | 同時ネット |
| 長崎県        | 長崎放送           | TBS系列        | 遅れネット |
| 鹿児島県      | 鹿児島テレビ       | フジテレビ系列 | 遅れネット |
| 沖縄県        | 琉球放送           | TBS系列        | 遅れネット |
| 日本全域      | BSジャパン         | 衛星放送       | 遅れネット |

その他
また、CSではキッズステーションやアニマックス､ディズニーXD 2015年9月からは、テレ朝チャンネル1でも放送が開始されている。

## 韓国での展開
韓国では、2000年より『ゴースト囲碁王（고스트 바둑왕）』のタイトルで韓国語版の漫画単行本全23巻（2000年3月9日 - 2003年10月22日）がソウル文化社により翻訳・発売された。
その後アニメーション版は韓国放送公社により、『ゴースト囲碁王』としてKBS第2チャンネルにて地上波放送された。厳しい局内審議規定をくぐり抜けるため、舞台は日本から韓国に、平安時代は新羅に、原作の韓国は中国に、洪秀英は研修生に変更されるなど、設定が置き換えられた。それに伴い和服の描写も修正され、佐為が着ている狩衣は幽霊という設定の下、真っ白なぼかしに差し替えられていた。漫画版での評価が高かったことから、アニメ版での改変は混乱を呼び、1話目を放送した時点で視聴者から多数のクレームが寄せられた。
藤原佐為（チャラン）については、1話から6話までの間は白い光でぼかしを入れるといった編集であったが、7話以降になって、襟の部分を他と同じ色で塗りつぶすなど、なるべく違和感をなくすような編集が行われた。このようにしたのは、前者の編集が視聴者から酷評されたためだと考えられる。佐為の衣装だけではなく、ヒカルなどが着ている学生服にも、金ボタンを黒く塗りつぶすなどの編集が加えられた。
当初の予定としては、1話から26話まではKBS、27話から最終回まではアニメ専門放送局のトゥーニバースが制作・放送するはずだったが、最終的にKBS制作で最終回まで放送した。内容の改変と放送期間の都合により、75話から52話に短縮されている。元々ほったゆみが韓国棋院関係者と親交が深く、その関連でソウル文化社と韓国棋院が合同して韓国での放送権を購入したが、韓国での囲碁ブームを起こす狙いもあったため、棋院の「視聴者数の多い地上波で放送した方が影響力が大きい」 という意向によりKBSで放送された経緯がある。
実際に放送された映像は総集編のようなものになっている。例を上げると、第3話の後半部分と第4話の前半部分を組み合わせて1話分としている。そのためか、場面が切り替わる際、不自然にBGMが途切れるなど、視聴者側からすれば違和感のある映像となっている。このようになった理由としては、日本色があるシーンを複数個削除したことにより、実際の1話分の分量と釣り合わなくなってしまったことが挙げられる。
また、日本語版と同じく実写パートが用意され、イ・セドル9段（当時）が基本的な囲碁ルールを解説するというものだった。
最終的に、日本版第52話の放送分で打ち切りになるなど、視聴率が良かっただけに惜しむ声と批判が数多く寄せられた。
KBS版のソフト化は行われないと見られていたが、韓国国内の囲碁塾向けに該当のものを収録したDVDが配布された。
2005年4月4日には、KBSの全話終了を待たないまま、トゥーニバースにて放送が開始された。こちらは登場人物の名前や設定、オープニング曲などは原作のままとされ、放送話数も75話となった。通常は地上波版の映像を衛星局が買い取って放送する形が多いが、本作品については過度な映像編集が行われていたため、KBS版の映像は使用せず、トゥーニバースが新たに1話から韓国語版の制作を行った。
その後漫画版に関しても、完全版（集英社の2009年版）を翻訳したものが、2011年に「ヒカルの碁（히카루의 바둑）」のタイトルで発売された。こちらは韓国のプロ棋士、チン・ドンギュとイ・ダヘによる翻訳監修も入った他、表紙から本編に至るまで原作に忠実な翻訳が行われた。

## ゲーム

### コンピュータゲーム
| タイトル                     | 発売日         | プラットフォーム            | メーカー                         |                                                                                                 |
| ---------------------------- | -------------- | --------------------------- | -------------------------------- | ----------------------------------------------------------------------------------------------- |
| ヒカルの碁                   | 2001年10月25日 | ゲームボーイアドバンス      | コナミデジタルエンタテインメント | ストーリーは、ヒカルが院生になる直前か直後。                                                    |
| ヒカルの碁 平安幻想異聞録    | 2002年5月30日  | プレイステーション          | コナミデジタルエンタテインメント | 平安時代を舞台に、囲碁で妖怪を退治する外伝。                                                    |
| ヒカルの碁2―めざせプロ棋士!! | 2002年7月18日  | ゲームボーイアドバンス      | コナミデジタルエンタテインメント | 前作にはなかった登場人物達に声が付いた。                                                        |
| ヒカルの碁 院生頂上決戦      | 2002年12月19日 | プレイステーション          | コナミデジタルエンタテインメント | 主人公はプレイヤー自身で、男女から選択。 相手への好感度や物語の選択次第でエンディングが変わる。 |
| ヒカルの碁3                  | 2003年3月20日  | ニンテンドー ゲームキューブ | コナミデジタルエンタテインメント | ゲームボーイアドバンス版の集大成的な内容。                                                      |
| JUMP SUPER STARS             | 2005年8月8日   | ニンテンドーDS              | 任天堂                           | ヒカルと佐為がサポートキャラクターとして登場している。                                          |

#### ゲーム攻略本
- ヒカルの碁―めざせ棋聖!! ISBN 978-4-08-779138-9
- ヒカルの碁2―めざせプロ棋士!! ISBN 978-4-08-779185-3
- ヒカルの碁平安幻想異聞録―プレイステーション版 ISBN 978-4-08-779173-0
- ヒカルの碁院生頂上決戦―プレイステーション版 ISBN 978-4-08-779211-9
- ヒカルの碁3 ISBN 4-08-779230-7

### カードゲーム
- 『ヒカルの碁 トレーディングカードゲーム 棋聖降臨』 - 漫画版およびアニメ版のヒカルの碁を題材にした、コナミ製作のトレーディングカードゲーム。囲碁の対局をイメージしたメイキングが特徴。